# TCG Gediz
TCG Gediz (F-495) – turecka fregata rakietowa typu Gabya, szósta jednostka z serii. Dawny USS „John A. Moore” (FFG-19).

## Służba w US Navy

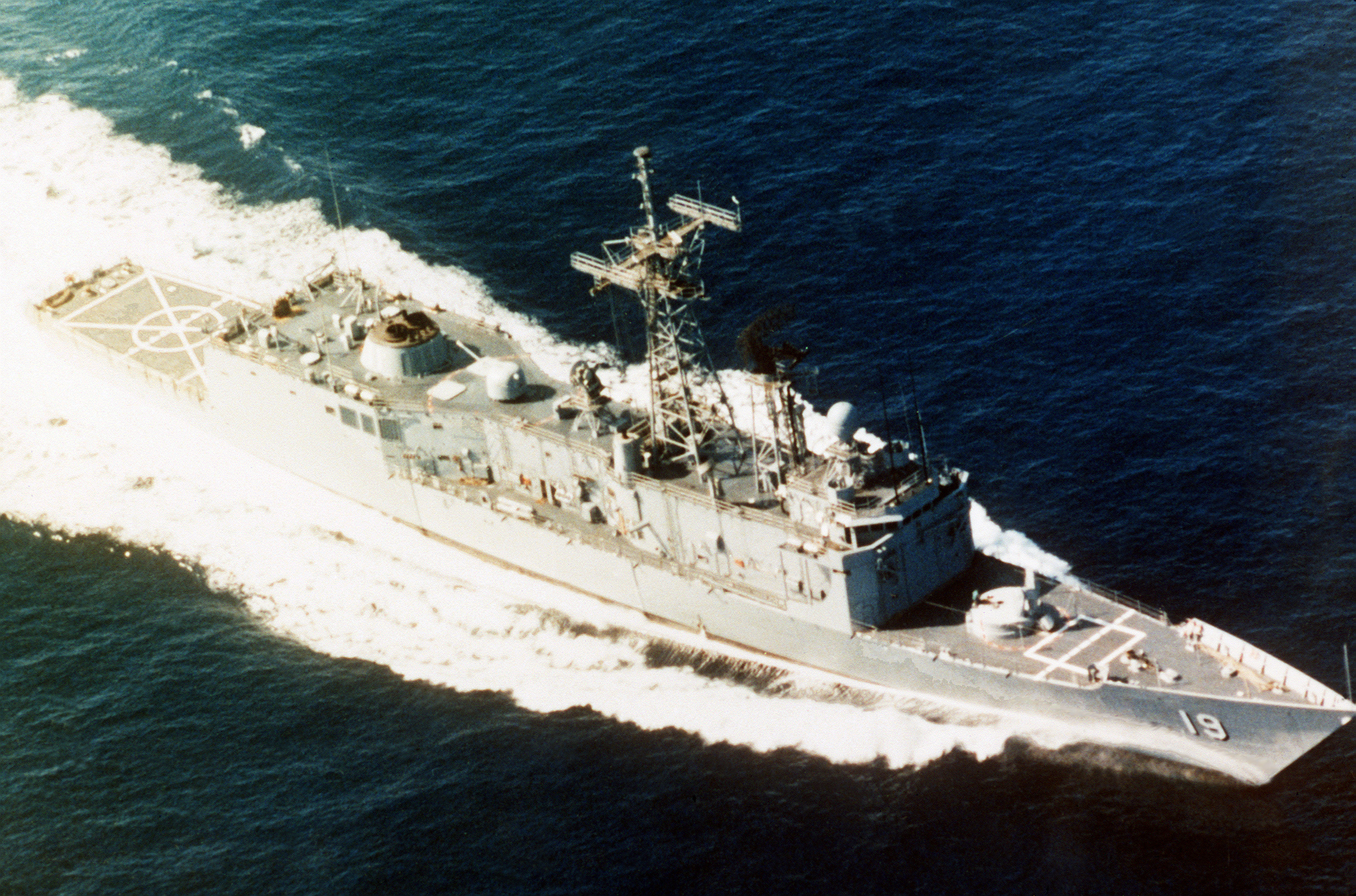
USS „John A. Moore” (FFG-19) w 1982 roku

Okręt zamówiono w stoczni Todd Pacific Shipyards 28 lutego 1977 roku jako jedną z fregat rakietowych typu Oliver Hazard Perry. Uroczyste położenie stępki odbyło się 19 września 1978 roku, wodowanie 20 października 1979 roku, zaś wcielenie do służby w US Navy 14 listopada 1981 roku. W służbie amerykańskiej okręt nosił nazwę USS „John A. Moore” (FFG-19). Fregatę wycofano z eksploatacji 1 września 2000 oraz tego samego roku został przekazany Turcji jako TCG „Gediz”.

## Służba w Tureckiej Marynarce Wojennej
Jednostka ta jest okrętem typu Oliver Hazard Perry który przekazano Türk Deniz Kuvvetleri w 2000. Tym samym okręt dołączył do trzech ex-amerykańskich jednostek, które przekazano Türk Deniz Kuvvetleri w sierpniu 1997 roku oraz w roku 1999 na zasadach programu EDA (Excess Defense Articles). Strona turecka musiała jedynie ponieść koszty związane z doprowadzeniem fregat do stanu użyteczności, zainstalowaniem uzbrojenia, przeszkoleniem załogi, dokumentacji technicznej, zapasu części zamiennych oraz amunicji. TCG „Gediz”, dawny USS „John A. Moore” (FFG-19), wcielony został do służby 1 września 2000.
Fregata przeszła program modernizacji, który obejmował doposażenie okrętu w turecki cyfrowy system zarządzania walką o nazwie GENESIS (Gemi Entegre Savaş İdare Sistemi). System został zaprojektowany i wdrożony wspólnie przez turecką marynarkę wojenną i HAVELSAN, turecką firmę produkującą sprzęt elektroniczny i oprogramowanie.